# Xã Reed, Quận Cass, Bắc Dakota
Xã Reed (tiếng Anh: Reed Township) là một xã thuộc quận Cass, tiểu bang Bắc Dakota, Hoa Kỳ. Năm 2010, dân số của xã này là 1.175 người.